# Valle de Cofrentes
Valle de Cofrentes (Tiếng Valencian: Vall de Cofrents) là một ’’comarca’’ trong tỉnh Valencia, Cộng đồng Valencian, Tây Ban Nha.

## Các đô thị bên trong
- Ayora
- Cofrentes
- Cortes de Pallás
- Jalance
- Jarafuel
- Teresa de Cofrentes
- Zarra